# 葉夫根·馬卡倫科
葉夫根·馬卡倫科（烏克蘭語：Євген Олександрович Макаренко；1991年5月21日—）是一位烏克蘭足球運動員。在場上的位置是後衛。現時被比利時甲組聯賽A球隊安德列治外借至哥積克。他也代表烏克蘭國家足球隊參賽。

## 榮譽

### 球會
基辅迪纳摩
- 烏克蘭足球超級聯賽冠軍：2014–15、2015–16賽季
- 烏克蘭盃冠軍：2013–14、2014–15賽季

## 外部連結
- Soccerway資料庫：葉夫根·馬卡倫科